# Еџмонт (Јужна Дакота)
Еџмонт (енгл. Edgemont) град је у америчкој савезној држави Јужна Дакота.

## Демографија
По попису из 2010. године број становника је 774, што је 93 (-10,7%) становника мање него 2000. године.
| Група             | 2000.       | 2010.       |
| Белци             | 797 (91,9%) | 704 (91,0%) |
| Афроамериканци    | 0 (0,0%)    | 1 (0,1%)    |
| Азијати           | 0 (0,0%)    | 0 (0,0%)    |
| Хиспаноамериканци | 16 (1,8%)   | 16 (2,1%)   |
| Укупно            | 867         | 774         |